# Euroregion Nysa
Euroregion Neisse-Nisa-Nysa – euroregion obejmujący trzy obszary przygraniczne położone w środkowej Europie, u styku granic Polski (tereny Sudetów Zachodnich oraz powiat żarski), Czech (tereny Sudetów Zachodnich oraz region Usti nad Łabą: powiaty Krásná Lípa, Česká Lípa, Liberec, Jablonec nad Nysą i Semily) i Niemiec (od Gór Łużyckich i Pogórza Łużyckiego na północ obejmując także Łużyce Dolne, powiaty Löbau – Żytawa, Budziszyn, Kamenz, Łużyce Górne – Dolny Śląsk).
Utworzony w 1991 roku.
Celem euroregionu jest poprawa standardu życia mieszkańców, rozwój gospodarczy, poprawa stanu środowiska przyrodniczego „Czarnego trójkąta Europy”, budowa przejść granicznych oraz ochrona Gór Izerskich zagrożonych wyniszczającym działaniem kwaśnych deszczów.
Stolicami euroregionu są Jelenia Góra, Liberec i Żytawa.
W 2004 roku w tym regionie zamieszkiwało 1 674 480 ludzi, w tym w Polsce 583 441, w Niemczech 649 380 i w Czechach 441 659.